# Клидаст
Клидаст (лат. Clidastes, от др.-греч. , вероятно, от κλείς «ключ, ключица» и -αστής «-тель») — род вымерших рептилий из семейства мозазавров, обитавший в морях позднего мелового периода. Один из древнейших и примитивнейших ящеров, принадлежавших к этой группе. Как и у всех его родственников, останки его были обнаружены в Северной Америке, которую в ту эпоху покрывало так называемое Западное внутреннее море. Но, тем не менее, клидаст чаще встречался у побережья Мексиканского залива. Известно об этом ящере значительно меньше, чем о его более знаменитых родственниках. Родовое название означает «запертые позвонки».

## Открытие, места и древность находок, систематика

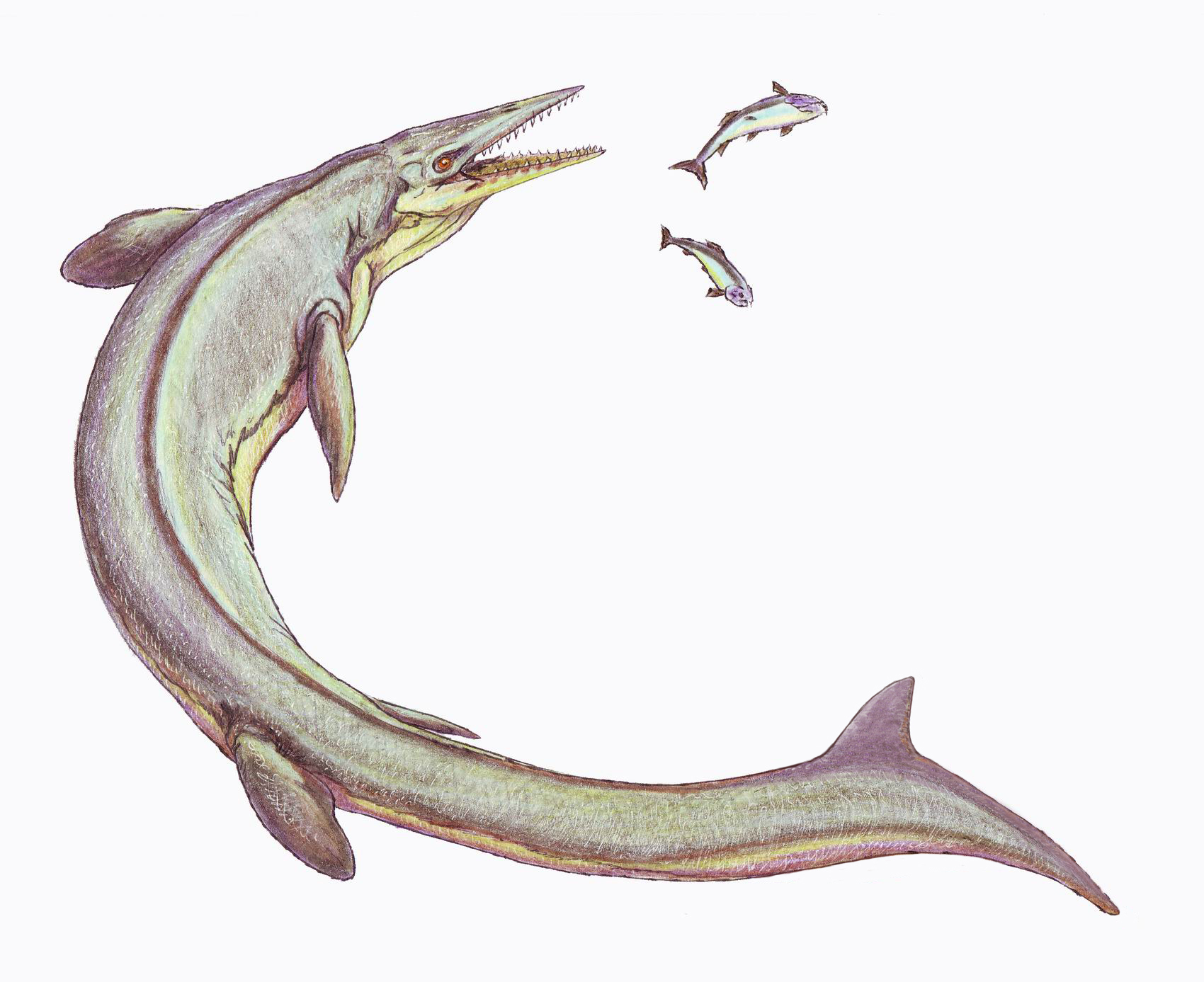
Реконструкция C. propython, выполненная Дмитрием Богдановым

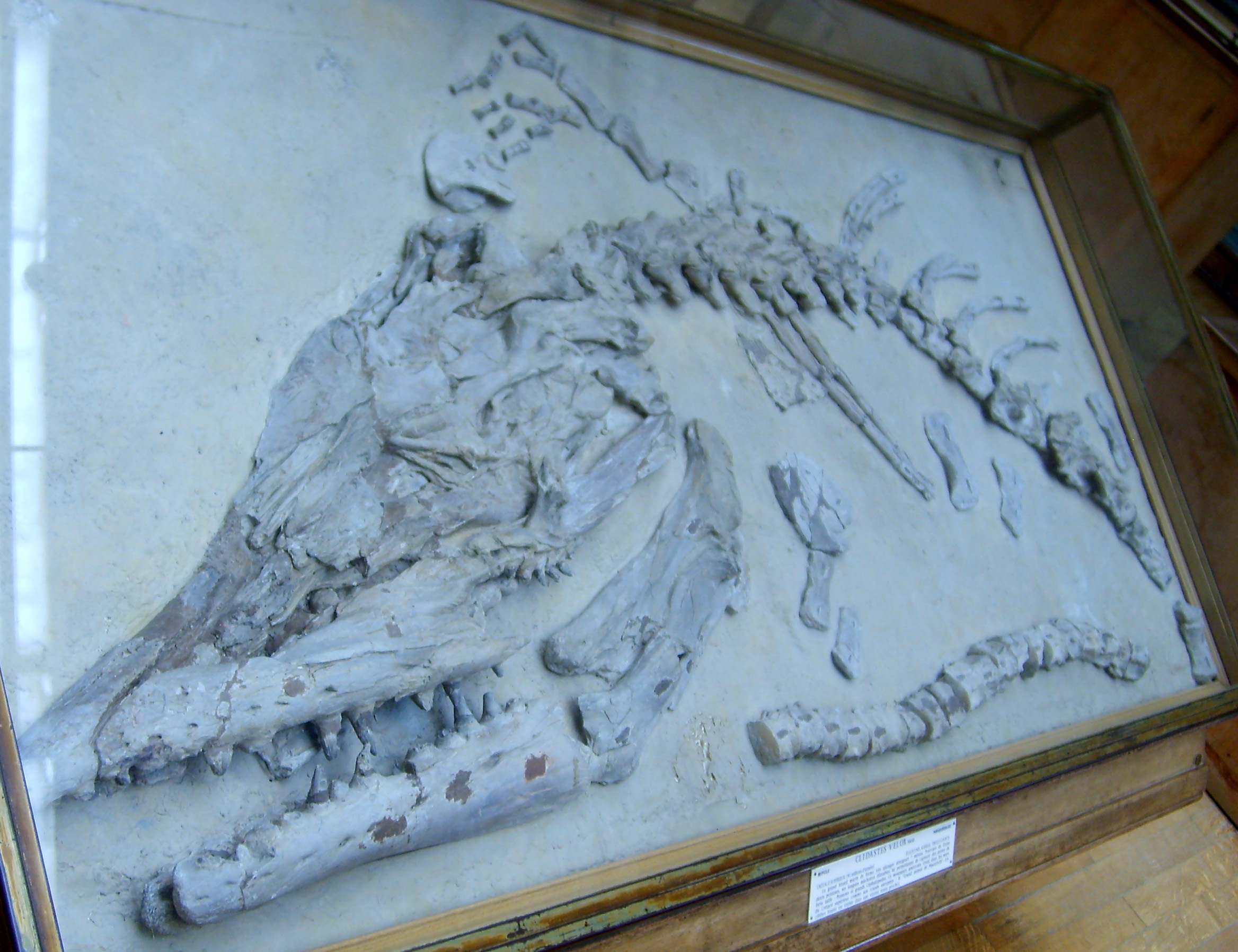
Останки разновидности Clidastes velox, Национальном музее естественной историив Париже

Открытие клидаста, датирующееся 1868 годом, является заслугой знаменитого американского палеонтолога и натуралиста Эдварда Дринкера Копа.
Обитал клидаст на нашей планете приблизительно 75—65 миллионов лет назад, в эпоху позднего мелового периода, с коньякского по кампанский век.
Этот род включает несколько видов.
- Clidastes propython (неотипический) — описан Коупом в 1869 году по почти полностью сохранившемуся скелету, найденному около Юнионтауна, штат Алабама. Этот экземпляр находится под кураторством Академии Естественных наук в Филадельфии[3].

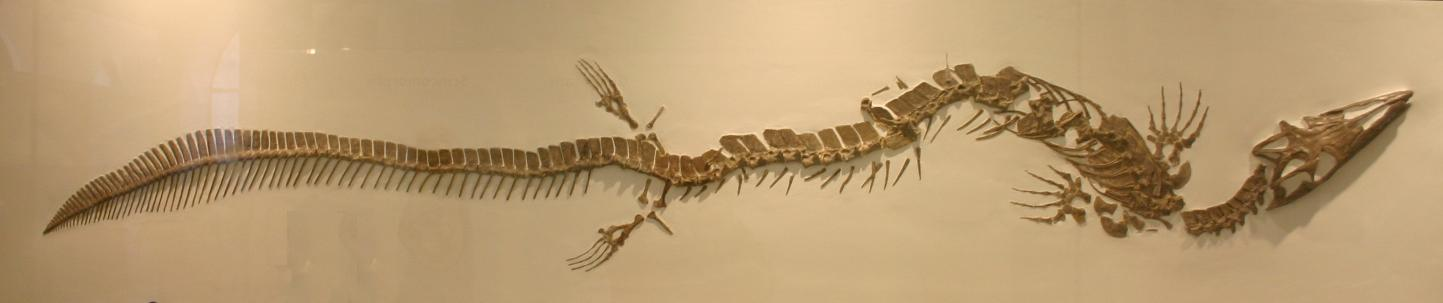
Скелет вида Clidastes liodontus, выставленный в музее

- Clidastes liodontus — останки найдены в нижних отложениях мела (поздний коньякский век) и, вероятно, могут принадлежать самому первому мозазавру, покинувшему сушу и избравшему средой обитания море (Martin & Stewart, 1977) в течение туронского века, в то время как вышеупомянутый Clidastes propython появился значительно позже, поэтому останки его находят в верхних слоях мела. Как утверждает Уиллистон и некоторые другие специалисты, он предпочитал жить ближе к берегу и поэтому его останки не находили в глубоководных регионах, где мел осаждался[3].
- Clidastes iguanavus[4].
- Clidastes pumilus — известен по частично сохранившемуся скелету, который включает части черепа и зубов, а также несколько шейных позвонков[5].
- Clidastes westi[5].
- Clidastes wymani — среди останков этого вида, обнаруженных палеонтологами, известен лишь один частично сохранившийся скелет, включающий целый хвост и почти половину черепа[5].

И любопытный факт: известно, что клидасты, чьи останки обнаруживают в сланцах Пьера, значительно превосходят тех, что находят в отложениях мела.
Синонимы: Edestosaurus dispar, Edestosaurus rex, Edestosaurus stenops, Edestosaurus tortor, Edestosaurus velox.
На сегодняшний день в мире в общей сложности есть 12 коллекций скелетов этого ящера, 5 — из меловых отложений Швеции, остальные 7 — из США, штатов Алабама и Южная Дакота.

## Описание

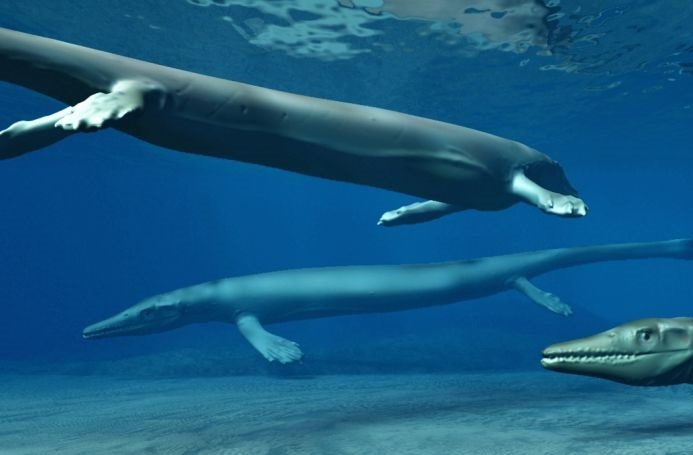
Трёхмерная графическая реконструкция стаи клидастов

Имея среднюю длину от двух до 3,5—4 метров, клидаст был одним из самых мелких представителей мозазавров (хотя, нужно заметить, длина самого большого из всех найденных экземпляров составила 6,2 метра). По сравнению с такими его родственниками, как, к примеру, мозазавр и тилозавр, он казался совсем крошечным.

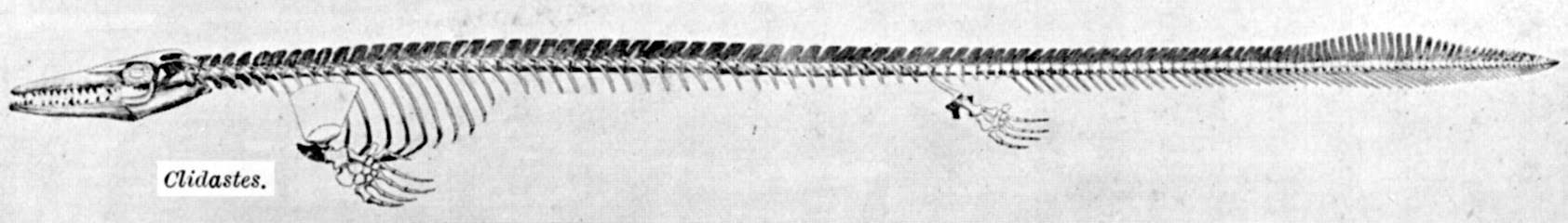
Старый рисунок клидаста (выполнен до 1923 года)

Клидаст имел изящное, обтекаемое тело и короткую шею. Его тонкий хвост венчал широкий плавник. Благодаря всем этим качествам это был проворный, быстрый пловец. Но перепонки, имевшиеся на его ластах, были не лучшим образом развиты, что, скорее всего, не позволяло ему совершать различные ловкие повороты и манёвры в воде.

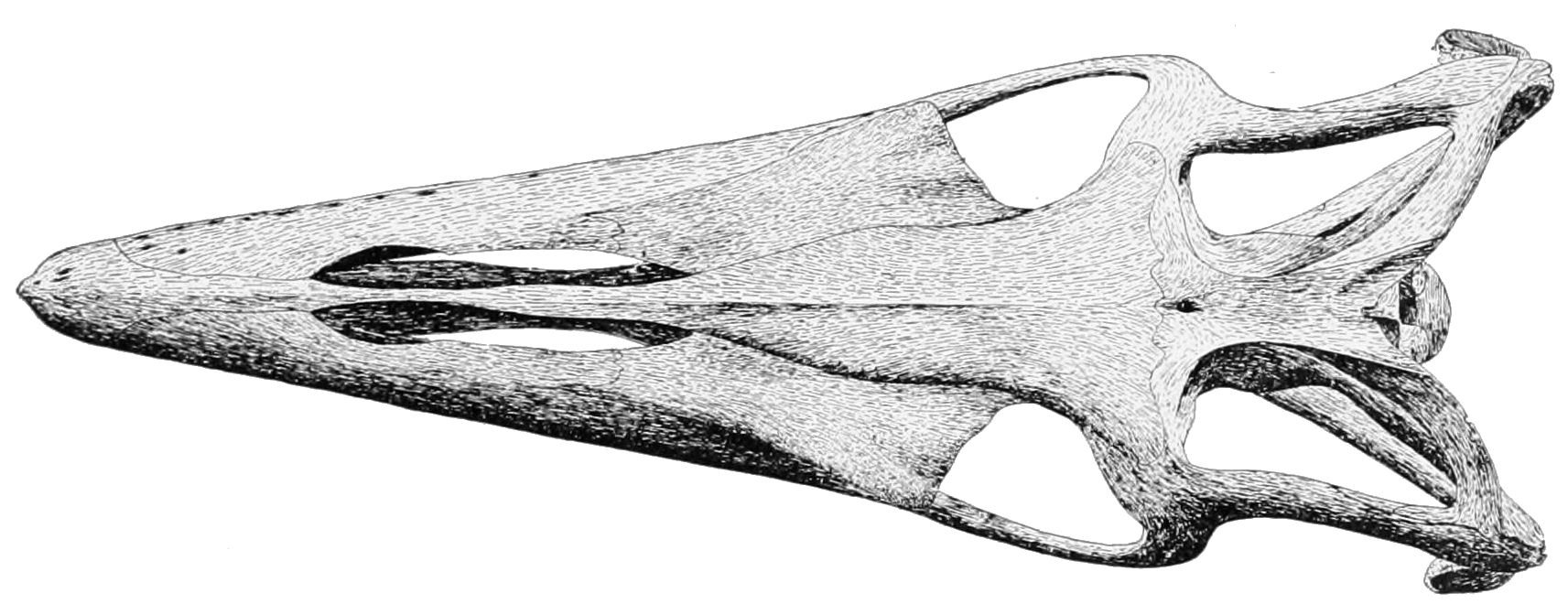
Череп Clidastes velox (вид сверху)

Также важной особенностью клидаста была узкая голова длиною в 60 сантиметров и морда, которая имела форму перевернутого треугольника, смотрящего сверху вниз. Это позволяло клидасту лучше видеть впереди, чем по бокам.
Сравнив изотопный состав зубов трёх родов мозазавров с данными, известными для заведомо холоднокровных рыб рода Enchodus и безусловно теплокровных птиц рода Ichthyornis, американские учёные получили для клидаста температуру тела 33,1 °C.

## Строение челюстей и метод охоты
Известно, что челюсти клидаста были полны острейших, загнутых внутрь зубов. Вследствие этого они действовали подобно крюкам, и когда они проникали в тело жертвы, она, как бы ни старалась, уже никоим образом не имела способности вырваться из хватки ящера. К тому же, как и у других мозазаров, на нёбе у клидаста располагался дополнительный ряд верхнечелюстных зубов, которые помогали ему удерживать более крупную добычу и легче заглатывать её.

Его небольшие размеры объясняются, вероятно, тем, что специализировался клидаст на ловле более мелкой и быстрой добычи, такой, как рыба, для охоты на которую хищнику необходимо иметь подвижное тело. К тому же, скорее всего, клидаст охотился на отмелях и прибрежных регионах, где подобная мелкая добыча достигла наибольшего разнообразия, поскольку такие зоны служили ей естественным укрытием от крупных океанских плотоядных. По этой же причине, у него не было зазубрин на зубах, предназначенных для разрывания крупных добычи. Тем не менее, иногда находят зубы примерно 4-метровых акул кретоламн около зубов клидастов, а по некоторым данным, зубы этих акул были даже найдены в областях их желудков. Это говорит о том, что клидасты, также как, например, современные полосатые вараны, иногда могли нападать на соразмерных себе, или даже еще более крупных животных
| Докембрий | Фанерозой | Фанерозой | Фанерозой | Фанерозой | Фанерозой | Фанерозой | Фанерозой | Фанерозой | Фанерозой | Фанерозой | Фанерозой | Фанерозой | Эон       |
| Докембрий | Палеозой  | Палеозой  | Палеозой  | Палеозой  | Палеозой  | Палеозой  | Мезозой   | Мезозой   | Мезозой   | Кайнозой  | Кайнозой  | Кайнозой  | Эра       |
| --------- | --------- | --------- | --------- | --------- | --------- | --------- | --------- | --------- | --------- | --------- | --------- | --------- | --------- |
| Докембрий | Кембрий   | Ордо вик  | Сил ур    | Девон     | Карбон    | Пермь     | Триас     | Юра       | Мел       | Палео ген | Нео ген   |           | П-д       |
| 4567      | 538,8     | 486,85    | 443,1     | 419,62    | 358,86    | 298,9     | 251,902   | 201,4     | 143,1     | 66,0      | 23,04     |           | млн лет ← |
| 4567      | 538,8     | 486,85    | 443,1     | 419,62    | 358,86    | 298,9     | 251,902   | 201,4     | 143,1     | 66,0      | 23,04     | 2,58      |           |

.